# Pokabius arizonae
Pokabius arizonae är en mångfotingart som beskrevs av Chamberlin 1922. Pokabius arizonae ingår i släktet Pokabius och familjen stenkrypare. Inga underarter finns listade i Catalogue of Life.